# クリスティアーネ・フォン・ブランデンブルク＝バイロイト
クリスティアーネ・エーベルハルディネ・フォン・ブランデンブルク＝バイロイト（ドイツ語:Christiane Eberhardine von Brandenburg-Bayreuth, 1671年12月19日 - 1727年9月4日）は、ポーランド王アウグスト2世の王妃。ポーランド語名クリスティナ・エベルハルディナ・ホヘンゾレノーウナ（Krystyna Eberhardyna Hohenzollernówna）。

## 生涯
ブランデンブルク＝バイロイト辺境伯クリスティアン・エルンストと妃ゾフィー・ルイーゼ（ヴュルテンベルク公エーバーハルト3世の娘）の第1子としてバイロイトで生まれた。彼女の名前は、父と母方の祖父の名にちなんだものである。
1693年1月20日、当時ザクセン選帝侯の弟だったアウグストと結婚。この結婚は純粋に政略のためであり、結婚生活は非常に不幸であった。名うての女たらしであったアウグストは、結婚当初から愛妾がいた。1696年10月17日、クリスティアーネがドレスデンで一人息子アウグストを出産。そのわずか10日ほど後に、ゴスラーで、愛妾マリア・アウローラがアウグストの庶子ヘルマン・モーリッツ（のちのフランス元帥モーリス・ド・サックス）を生んだ。
夫アウグスト2世がポーランド王として即位するにあたり、プロテスタントからポーランドの国教カトリックに改宗したが、彼女は信仰を変えることを断固拒否したばかりか、夫の戴冠式に出席しなかった。彼女の所領で暮らす農夫たちは、クリスティアーネを『ザクセン人の柱』と呼んだ。
クリスティアーネはプレッチュに持つ自身の私領か、トルガウのハルテンフェルス城で引きこもるように暮らした。彼女の姿が見られるのは、ドレスデンの祝祭が行われる時くらいだった。静かな生活の中で、彼女は文化と、親のない子供たちへの奉仕活動を行った。また、クリスティアーネは経済分野にも才能を見せ、プレッチュにガラス工房を作らせた。
1727年、クリスティアーネは夫と長男とほぼ没交渉のまま、孤独な生涯を終えた。ポーランド王妃でありながら、彼女は地元プレッチュの教会に埋葬され、夫と長男はどちらも葬儀に出席しなかった。なお、それ以降のザクセン君主(選帝侯、1806年以降は王)の妃は皆カトリックであったため、彼女が最後のプロテスタント系の妃となった。
クリスティアーネの死を悼み、ヨハン・ゼバスティアン・バッハはヨハン・クリストフ・ゴットシェートの書いた歌詞に作曲した。これが『侯妃よ、願わくばなお一条の光を』（哀悼頌歌、原題：Laß, Fürstin, laß noch einen Strahl ）で、1727年10月15日、ライプツィヒのパウリナー教会で初めて演奏された。